# Гіповентиляція
Гіповентиляція (також відома як пригнічення дихання) виникає, коли вентиляція недостатня (гіпо- означає «нижче») для здійснення необхідного газообміну. За визначенням це явище викликає підвищену концентрацію вуглекислого газу (гіперкапнію) та респіраторний ацидоз. Гіповентиляція не є синонімом зупинки дихання, при якій дихання повністю зупиняється, а смерть настає протягом кількох хвилин через гіпоксію та швидко призводить до повної аноксії, хоча обидва стани є невідкладними. Гіповентиляцію можна вважати передвісником гіпоксії, а її летальність пояснюється гіпоксією з отруєнням вуглекислим газом.

## Причини
Причиною гіповентиляції може бути:
- Медичний стан, що вражає стовбур мозку (наприклад, інсульт)
- Свідома затримка дихання або недостатнє дихання, наприклад, тренування гіповентиляцією[2] або метод Бутейка.
- Ліки або наркотики, зазвичай при випадковому або навмисному передозуванні (найчастіше — опіоїди)
- Гіпокапнія, що стимулює гіповентиляцію
- Ожиріння, див. синдром гіповентиляції при ожирінні
- Хронічна гірська хвороба, як механізм збереження енергії.[3]
- Паралізуюча отрута, така як отрута синьокільцевого восьминога.

### Ліки
Як побічний ефект ліків або рекреаційних наркотиків, гіповентиляція може стати потенційно небезпечною для життя. Багато різних препаратів, що пригнічують центральну нервову систему, такі як етанол, бензодіазепіни, барбітурати, ГОМК, седативні препарати та опіоїди, викликають пригнічення дихання при прийомі у великих або надмірних дозах, або в суміші з іншими депресантами.
Сильні опіати (а саме фентаніл, героїн та морфін), барбітурати та деякі бензодіазепіни (такі як алпразолам) відомі тим, що пригнічують дихання. При передозуванні людина може повністю перестати дихати (настати зупинка дихання), що без лікування швидко призводить до летального результату.
Широко ввідомо, що опіоїди, при передозуванні або в поєднанні з іншими депресантами, призводять до таких смертельних випадків. Тим не менш, належне використання опіоїдів у правильних умовах, як це спостерігається у пацієнтів з раком на пізній стадії, виявилося корисним, але, тим не менш, потребує дуже ретельного контролю.
Нещодавні дослідження виявили закономірності післяопераційної опіоїдної респіраторної депресії, що може допомогти виявити пацієнтів групи ризику.

## Лікування
Для протидії пригніченню дихання внаслідок передозування депресантами ЦНС традиційно використовують стимулятори дихання, такі як нікетамід, але їхня ефективність є обмеженою. Досліджується новий препарат, що стимулює дихання, під назвою BIMU8, який, здається, є значно ефективнішим і може бути корисним для протидії пригніченню дихання, спричиненому опіатами та подібними препаратами, не зменшуючи їх терапевтичного ефекту.
Якщо пригнічення дихання виникає внаслідок передозування опіоїдами, зазвичай призначають антагоніст опіоїдів, найчастіше — налоксон. Він швидко усуває пригнічення дихання, якщо воно не ускладнюється іншими депресантами. Однак у наркоманів, антагоніст опіоїдів також може спричинити синдром відміни. Під час початкової реанімації може бути необхідною механічна вентиляція.

## Пов'язані стани
Такі розлади, як вроджений синдром центральної гіповентиляції (CCHS) та ROHHAD (швидке ожиріння, гіпоталамічна дисфункція, гіповентиляція з вегетативною дисрегуляцією), визнані станами, пов'язаними з гіповентиляцією. CCHS може бути значним фактором у деяких випадках синдрому раптової дитячої смерті (СРДС), який часто називають «смертю в колисці».
Протилежним до гіповентиляції явищем є гіпервентиляція (надмірна вентиляція), яка призводить до низького рівня вуглекислого газу (гіпокапнії), а не до гіперкапнії.